# Білий Ануй
Білий Ануй (рос. Белый Ануй) — село Усть-Канського району, Республіка Алтай Росії. Входить до складу Білоануйського сільського поселення.
Населення — 735 осіб (2015 рік).